# Corleone
För andra betydelser, se Corleone (olika betydelser).
Corleone är en fiktiv maffiafamilj i Mario Puzos bok Gudfadern och Francis Ford Coppolas filmtrilogi med samma namn. Familjen hette från början Andolini och levde i den sicilianska staden Corleone, vilken finns i verkligheten.

## Familjens historia

### Familjens väg till makten
Hela familjen mördades år 1901 av Don Francesco Ciccio, utom den yngste sonen Vito, som flydde till New York och där tog efternamnet Corleone efter sin födelsestad. Efter att ha mördat Little Italys dominerande maffiaboss Don Fanucci blev Vito den nye bossen, känd som "gudfadern".

### Don Vito Corleones tid
Vito som ledare var lugn, sansad och listig. Relationerna mellan de övriga fem familjerna var goda, men spända. 1945 blev Vito utsatt för ett mordförsök som fick honom inlagd på sjukhus, och äldste sonen Sonny blev ställföreträdande boss. Under hans korta tid sprack relationerna totalt. Det första Sonny gjorde var att mörda Phillip Tattaglias son Bruno. Sonnys lillebror Michael lyckades även mörda Virgil "Turken" Sollozzo, som låg bakom mordförsöket på Vito, och dennes livvakt som var en polis som bröt Michaels käke Efter detta fick Michael fly till Sicilien. Sonny själv blev mördad, men Vito, som då återigen tog över, ville inte att det skulle bli några efterforskningar. När Vito väl var tillbaka ordnade han ett lyckat fredsmöte och kort senare dog han en naturlig död. Eftersom den numera äldste sonen Fredo inte var en lämplig gudfader blev istället Michael den nye.

### Don Michael Corleones tid
Michael visade sig vara ännu mer våldsam än brodern Sonny. Så fort han blev den nye gudfadern avrättade han alla fem maffiabossar, Moe Greene och familjens förrädare Carlo Rizzi och Tessio. Åtta år senare blev han utsatt för ett mordförsök, som han lyckades ta reda på att Hyman Roth och hans egen bror Fredo låg bakom. Båda blev mördade. Han gjorde tappra försök att göra familjen till en laglig familj, men när detta inte fungerade gav han den istället till Sonnys yngste son Vincent. Den sista filmen, Gudfadern III, slutar med att hans dotter Mary skjuts utanför operan. Hur Vincent styr familjen får man aldrig veta och inte heller om Michael hämnas dotterns död.

## Kända familjemedlemmar
- Antonio Andolini - Vitos far. Blev mördad för att ha förolämpat Don Francesco Ciccio. Är aldrig med i filmerna, men första scenen ur Vitos ungdom skildrar hans begravning.
- Paulo Andolini - Antonio Andolinis äldste son. Svor att hämnas sin far och blev därför mördad. Man ser hans lik i några sekunder.
- Don Vito Corleone - Gudfadern. Spelas i första filmen av Marlon Brando och i den andra av Oreste Baldini och Robert De Niro.
- Santino "Sonny" Corleone - Vitos mycket våldsamme äldste son. Spelas av James Caan.
- Fredo Corleone - Vitos näst äldste son. Feg och blyg, känner sig ofta mycket underlägsen. Spelas av John Cazale.
- Don Michael Corleone - Vitos yngste son och arvtagare. Huvudrollen i trilogin. Spelas av Al Pacino.
- Constanzia "Connie" Corleone - Vitos yngsta barn och enda dotter. Från början gift med  Carlo Rizzi och har efter dennes död haft många korta äktenskap. Spelas av Talia Shire.
- Don Vincenzio Corleone - Sonnys yngste son, född efter dennes död. Tar över familjen efter sin farbror Michael. Hette egentligen Mancini i efternamn. Spelas av Andy Garcia.
- Lucy Mancini - Vincent's mor som hade en hemlig affär med Sonny innan han dog. Spelas av Jeannie Linero.
- Anthony Vito Corleone - Michaels son. Operasångare. Spelas av Franc D'Ambrosio.
- Mary Corleone - Michaels dotter. Har en affär med kusinen Vincent som Michael vägrar tillåta eftersom Vincent lever farligt. Blir av misstag mördad istället för Michael. Spelas av Sofia Coppola.